# Forza (серія відеоігор)
Forza (з італійської «сила») — серія перегонових відеоігор для Xbox, Xbox 360, Xbox One, а також Microsoft Windows. Розроблена Turn 10 Studios і видана Microsoft Studios. Франшиза наразі розділена на дві серії — оригінальну серію  Forza Motorsport  і орієнтовану на відкритий світ серію  Forza Horizon,  остання з яких в основному розробляється Playground Games.
 Forza  намагається відтворити наведені характеристики продуктивності та керованості великої кількості реально наявних, модифікованих і перегонових машин.  Forza  часто розглядається як відповідь Microsoft на серію  Gran Turismo  для ігрових приставок PlayStation.
На лютий 2010 року, ігри серії  Forza  були продані тиражем близько 10 мільйонів копій, починаючи з випуску  Forza Motorsport  в травні 2005 року.

## Ігри

### Forza Motorsport(2005)
Forza Motorsport  була випущена у 2005 році це перша частина в серії Forza Motorsport, яка була продовжена на приставках, що випускаються Microsoft в цей момент — Xbox 360 і Xbox One.

### Forza Motorsport 2(2007)
Forza Motorsport 2  — перший сиквел до  Forza Motorsport  і перша частина серії, випущена на Xbox 360. Microsoft Xbox 360 Wireless Racing Wheel розроблялася одночасно з  Forza Motorsport 2  і була спроєктована для роботи з грою. Перед випуском гри, Microsoft запустила  Forza Motorsport Showdown, чотирисерійний мінісеріал на каналі Speed. Серіал був спродюсований Бадом Брастманом, а вів його Лі Реерман.

### Forza Motorsport 3(2009)
Forza Motorsport 3  містить понад 400 настроюваних машин (у версії  Ultimate Collection  — понад 500) від 50 виробників і понад 100 варіацій перегонових трас, на яких можуть змагатися до восьми машин одночасно. Типи машин варіюються від серійних автомобілів до перегонових, таких як машини із серії ALMS.

### Forza Motorsport 4(2011)
Для  Forza Motorsport 4, Turn 10 Studios домовилися про партнерство з шоу Top Gear  І його американською варіацією), щоб Джеремі Кларксон та інші ведучі  Top Gear  озвучили опис, назву перегонів та новий режим Autovista, який дозволяє гравцям досліджувати наданий набір машин у всіх деталях. Гра також є першою в серії, яка використовує сенсор Kinect.

### Forza Horizon(2012)
Forza Horizon  є першою частиною спін-оффу, орієнтованого на відкритий світ що базується на вигаданому фестивалі, названому Horizon, в США, штаті Колорадо. Гра запозичує багато аспектів геймплея, присутні в минулих частинах  Forza Motorsport, такі як велика різноманітність машин, реалістична фізика і графіка високої роздільної здатності. Мета гри — заробляти «браслети» за швидке водіння, знищення власності, перемоги в перегонах й інші водійські трюки. Horizon  використовує фізику  Forza Motorsport 4, яка була оптимізована для роботи з 65 локаціями, які представлені в грі. Гравці можуть їздити по бездоріжжю в певних районах, в той час, як в інших іграх вони обмежені дорожніми загородженнями або іншими перешкодами.
Horizon дозволяє гравцеві модифікувати машину з гаража, за допомогою зміни різних деталей у внутрішній і зовнішній частинах автомобіля. Також присутня можливість отримувати машини виграючи перегони з випадковими водіями на вулицях, перемогами на великих змаганнях і знаходячи ангари, які містять раритетні автомобілі.

### Forza Motorsport 5(2013)
Forza Motorsport 5  — перша гра  Forza  на Xbox One, п'ята частина серії  Motorsport, і шоста частина в серії Forza. Гра ознаменувала розширення партнерства з  Top Gear, тим, що разом з Кларксон, коментарі були озвучені Річардом Гаммондом та Джеймсом Мейем. Розробка була вперше підтверджена Сібеллом з Microsoft France. Гра випущена 22 листопада 2013 року.

### Forza Horizon 2(2014)
30 вересня 2014 року в Північній Америці була випущена  Forza Horizon 2  для Xbox 360 і Xbox One. Версія для Xbox One була розроблена Playground Games (розробниками Horizon) за сприянням Turn 10 Studios. Версія для Xbox 360, розроблена Sumo Digital. Версія для Xbox One вперше в серії володіла динамічними погодними умовами. 16 грудня 2014 року було випущено додаток  Forza Horizon 2: Storm Island. Також в березні 2015 року для Xbox 360 і Xbox One було випущено окремий промо-додаток, під назвою  Forza Horizon 2 Presents Fast & Furious. Сюжет доповнення ґрунтується на зборі десяти машин за допомогою спеціальних модифікованих автомобілів в різних змаганнях.
Доручивши розробку  Horizon  студії Playground Games, Microsoft націлилася на щорічний випуск нової гри Forza, цитата, «не приносячи жодних жертв, які зазвичай трапляються при щорічному випуску ігор франшизи одним і тим же розробником. Так само все йде до того, що ігри франшизи будуть чергуватися. Якщо виходить  Horizon, в наступному році вийде  Motorsport. Якщо  Motorsport  — то  Horizon, і так далі.»

### Forza Motorsport 6(2015)
Forza Motorsport 6  була офіційно анонсована на Північноамериканському міжнародному автосалоні, 12 січня 2015. Як частина угоди про розробку з Ford, Turn 10 Studios отримала прямий доступ до команди дизайнерів суперкара 2017 го року Ford GT, який потрапив на обкладинку гри. Гра була випущена 15 вересня 2015 для Xbox One.
В середині 2016 року випущена ПК-версія гри, названа Apex Edition.

### Forza Horizon 3(2016)
13 червня 2016 року, Microsoft анонсувала випуск  Forza Horizon 3  для Windows 10 і Xbox One.

### Forza Motorsport 7(2017)
Сьома частина основної серії, анонсована на E3 у 2017 році для Xbox One і Windows. Вихід нової Forza Motorsport відбудеться 3 жовтня 2017 року на Xbox One і ПК (Windows 10).

### Forza Horizon 4(2018)
Розроблена компанією Playground Games у співпраці з Turn 10 Studios під видавництвом Microsoft Studios для гральної консолі Xbox One та Microsoft Windows. Є четвертою основною частиною в серії Forza Horizon і одинадцятою в серії відеоігор Forza. Гра була офіційно анонсована Microsoft на конференції E3 2018, разом з дебютним трейлером гри 10 червня 2018 року. Реліз гри відбувся 2 жовтня 2018 року.

### Forza Horizon 5(2021)
Розробником виступає компанія Playground Games, а як видавець — Xbox Game Studios. Гра була анонсована у червні 2021 року на заході E3 2021. Вихід гри — 9 листопада 2021 року.